# Pés por segundo ao quadrado
Pés por segundo ao quadrado ou ainda Pés por segundo por segundo é uma unidade de aceleração. Ela expressa a variação da velocidade em um intervalo de tempo em pés por segundo. Assim, {\displaystyle 1pe/s^{2}} equivale ao aumento (neste caso em que o valor é positivo) da velocidade em {\displaystyle 1pe/s} no intervalo de tempo de {\displaystyle 1s}. Sua unidade correspondente no Sistema Internacional de Unidades (SI) é o metro por segundo ao quadrado.
Suas abreviações incluem pé/s2, pé/seg2, pé/s/s, pé/seg/seg e pé s-2

## Conversões
|           | m/s2     | pés/s2    | Aceleração da Gravidade (g0) | Gal (cm/s2) |
| --------- | -------- | --------- | ---------------------------- | ----------- |
| 1 m/s2 =  | 1        | 3.28084   | 0.101972                     | 100         |
| 1 pé/s2 = | 0.304800 | 1         | 0.0310810                    | 30.4800     |
| 1 g0 =    | 9.80665  | 32.1740   | 1                            | 980.665     |
| 1 cm/s2 = | 0.01     | 0.0328084 | 0.00101972                   | 1           |